# قدرية حسين
الأميرة قدرية حسين (10 يناير 1888 - 3 يونيو 1955) هي مؤرخة وشاعرة ورسامة مصرية.

## حياتها
ولدت قدرية حسين عام 1888م، وهي كريمة السلطان حسين كامل ابن الخديوي إسماعيل بن إبراهيم باشا والي مصر، ووالدتها ملك حسن طوران التي اشتهرت في التاريخ المصري بلقب «السلطانة ملك»، وهى الزوجة الثانية للسلطان حسين كامل بعد زوجته الأميرة عين الحياة رفعت. وللأميرة قدرية شقيقتان من والدتها السلطانة ملك وهما الأميرة سميحة، والأميرة بديعة. أمَّا عن أشقائها من زوجة أبيها فهُم؛ الأمير كمال الدين حسين، والأمير أحمد ناظم، والأميرة كاظمة، والأميرة كاملة. ومن الجدير بالذكر أن الأميرة قدرية كانت متزوجةً من محمود خيري باشا.وقد عُنِيَ السلطان حسين بتربية أنجاله، فأثمرت تلك التربية أبناءً اتسموا بالإحاطة والإلمام بشئون الحياة وأسرار الطبيعة. أيضًا أَوْلى كريمتيه قدرية وسميحة عنايةً خاصَّة، وأفسح أمامهما أفق التزود من العلوم والفنون، ومهَّد لهما طريق الحرية الصحيحة القائمة على دعائم العلم، كما أذِنَ لهما بالسفر إلى أوروبا في سنٍّ مبكرة؛ فأتاح لهما فرصة التَّعرف على عوالم شتى من أنحاء المعمورة.
وقد أظهرت الأميرة قدرية استعدادًا كبيرًا للكتابة العلمية والأدبية، فأخذ يُنمي فيها هذه المَلَكة حتى أخرجت طائفةً قيمة من المؤلفات العربية، والتركية، والفرنسية مثل: كتاب «طيف ملكي» ترجمة الأستاذ مصطفى عبد الرازق، ومجموعة «رسائل أنقرة المقدسة»، و«ليلة بهيجة» وهي قطع أدبية تُدرَّسُ في مدارس الترك، والتركستان، وكتاب «محاسن الحياة»، ومن أبرز مؤلفاتها كتابها الذي وضعته في جزأين كبيرين عن «شهيرات النساء في العالم الإسلامي»، حيث شمل هذا الكتاب السير والتراجم التي تدل على وافر علمها بتاريخ العرب وآدابهم. وقد وضعت قدرية هذه السير والتراجم في قالبٍ معزز بالحوادث التاريخية، والتأملات الاجتماعية التي رَمَتْ من خلالها إلى تعزيز القومية الصادقة في نفوس أبناء قومها المعاصرين، وقد جمعت قدرية في كتاباتها بين الروح الشعرية والحكمة الفلسفية، وتوفيت عام 1955م.

## مولفات
- شهيرات النساء في العالم الإسلامي، صدر الكتاب الأصلي باللغة التركية عام 1922، صدرت هذه الترجمة عام 1924
- السراب، صدر الكتاب الأصلي عام 1919، صدرت هذه الترجمة عام 1920
- رسائل أنقرة المقدسة، صدر الكتاب الأصلي عام 1921، صدرت هذه الترجمة عام 1922
- طيف ملكي.
- سوانح الأميرة، صدر الكتاب الأصلي عام 1911، صدرت هذه الترجمة عام 1920.[1][2]